# Surhów
Surhów (prononciation : [ˈsurxuf]) est un village polonais de la gmina de Kraśniczyn dans le powiat de Krasnystaw de la voïvodie de Lublin dans l'est de la Pologne.
Il se situe à environ 11 kilomètres au sud-est de Krasnystaw (siège du powiat) et 60 kilomètres au sud-est de Lublin (capitale de la voïvodie).

## Histoire
De 1975 à 1998, le village est attaché administrativement à la Voïvodie de Chełm.

Depuis 1999, il fait partie de la nouvelle voïvodie de Lublin.